# Каладрий
Кала́дрий (другие названия: Кала́дриус, Хара́др (лат. Caladrius)) — в римской мифологии белоснежная вещая птица, вестник смерти.

## Характеристика
Согласно древнему мифу, Каладрий — это птица-альбинос, обладавшая способностью предсказывать больному, каким будет исход его болезни. По преданию, некоторые правители держали её при своих дворах. Существовало мнение, что эта птица способна принять на себя болезнь, а потом улететь, рассеивая её и исцеляя себя и больного. Считалось, что Каладриус настолько чист, что даже его помёт исцеляет от слепоты. Впоследствии легенда о Каладрии стала частью средневековых бестиариев, которые, как правило, обеспечивали христианскую морализацию животным, о которых говорили.
Высказывались предположения, что образ Каладрия имеет в своей основе реальную птицу. Исходя из описания его полностью белоснежного оперения, делался вывод, что его прообразом, возможно, был голубь, а может, некая водная птица, такая как цапля. По некоторым сведениям, Каладрий походил на гуся, но был меньше размерами, обладал длинной шеей, напоминавшей лебединую. Французский искусствовед Луи Рео предполагал, что это скорее всего была ржанка.

## В средневековых бестиариях
Средневековые интерпретации мифа сосредоточены в основном на возможности Каладрия предсказывать исход болезни: если птица смотрит больному в лицо, тот будет жить, а если отвернётся, человек умрёт. Каладриус подлетает к постели и садится в ногах; если болезнь страждущего смертельна, через некоторое время птица отворачивается, ежели пернатый взора не отведёт — больной выздоровеет. Это согласуется с идеей, что Каладриус притягивает болезнь. Считалось, что птица, приняв на себя человеческий недуг, взлетает к солнцу, где болезнь сгорает и уничтожается.
В христианской морализации Каладрий представляет собой Христа, который своей святостью символизирует белый цвет — такой же, как и у этой птицы, не имеющей в оперении ни одного следа греховной черноты. Птица показывает, как Христос отворачивается от нераскаявшихся грешников и отталкивает их; но те, к кому он поворачивает своё лицо, вновь делаются невредимыми. Иногда эта мораль использовалась специально против евреев, дабы пояснить, что, поскольку евреи не верили в Христа, он отвернулся от них и обратился к язычникам, забирая и неся их грехи на крест.

## Сила и умения Каладрия
- Предсказание смерти. Считается, что Каладрий вообще отказывается смотреть на тех пациентов, которые точно не выживут.
- Исцеление. Согласно мифологии, Каладриус может впитывать в себя болезнь, а затем улетать высоко в небо и там рассеивать её, таким образом исцеляя больного, однако, по-видимому, птица эта способна исцелять не от всех болезней.
- Лечение глазных заболеваний. Помимо обычного «впитывания» болезни, считается, что помёт Каладриуса способен излечить от глазных недугов, вплоть до исцеления от слепоты[1].

## В литературе и искусстве
Каладрий упоминается в произведениях многих античных и раннесредневековых авторов, среди которых Плутарх, Клавдий Элиан, Гонорий Августодунский, Александр Неккам и др.. Птица описывается и в сборнике статей о животных «Физиолог», в греческой энциклопедии «Суда», в средневековых бестиариях. В изобразительном искусстве Каладриус является частью христианской иконографии.